# Бесленіївська
Бесленіївська — станиця в Мостовському районі Краснодарського краю, утворює Бесленіївське сільське поселення.
Розташована за 20 км південно-західніше селища міського типу Мостовський в долині річки Ходзь, у гірсько-лісовій зоні.

## Історія
Заснована в 1860-х роках на колишніх землях бесленіївців. Входила в Майкопський відділ Кубанської області.